# مجلس ملی کره جنوبی
مجلس ملی جمهوری کره اغلب با عنوان کوتاه مجلس ملی (در رسانه‌های انگلیسی زبان: National Assembly) قوه مقننه کشور کره جنوبی است که از ساختار تک مجلسی برخوردار است. این مجلس دارای ۳۰۰ کرسی پارلمانی بوده که ۲۵۳ نفر از نمایندگان با رای مستقیم مردم از حوزه‌های انتخابیه سراسر کشور انتخاب شده و ۴۷ نماینده دیگر نمایندگی تناسبی بوده (و به نسبت میزان تصدی کرسی‌های پارلمانی توسط احزاب سیاسی)، توسط آن حزب برای نمایندگی پارلمان منصوب می‌شوند.

## ساختار
مدت خدمت اعضای مجلس یک دوره چهار ساله است و نمایندگان مجلس ملی یک رئیس و دو نایب رئیس انتخاب می‌کنند که دوره مأموریت آنها برای دو سال می‌باشد.
بر اساس قانون اساسی کره، نمایندگان پارلمان برای اظهار نظرات خود در مجلس آزادند و به دلیل بیان مواضع و اظهاراتشان مورد پیگرد قانونی قرار نخواهند گرفت.

سالن اصلی مجلس ملی جمهوری کره.

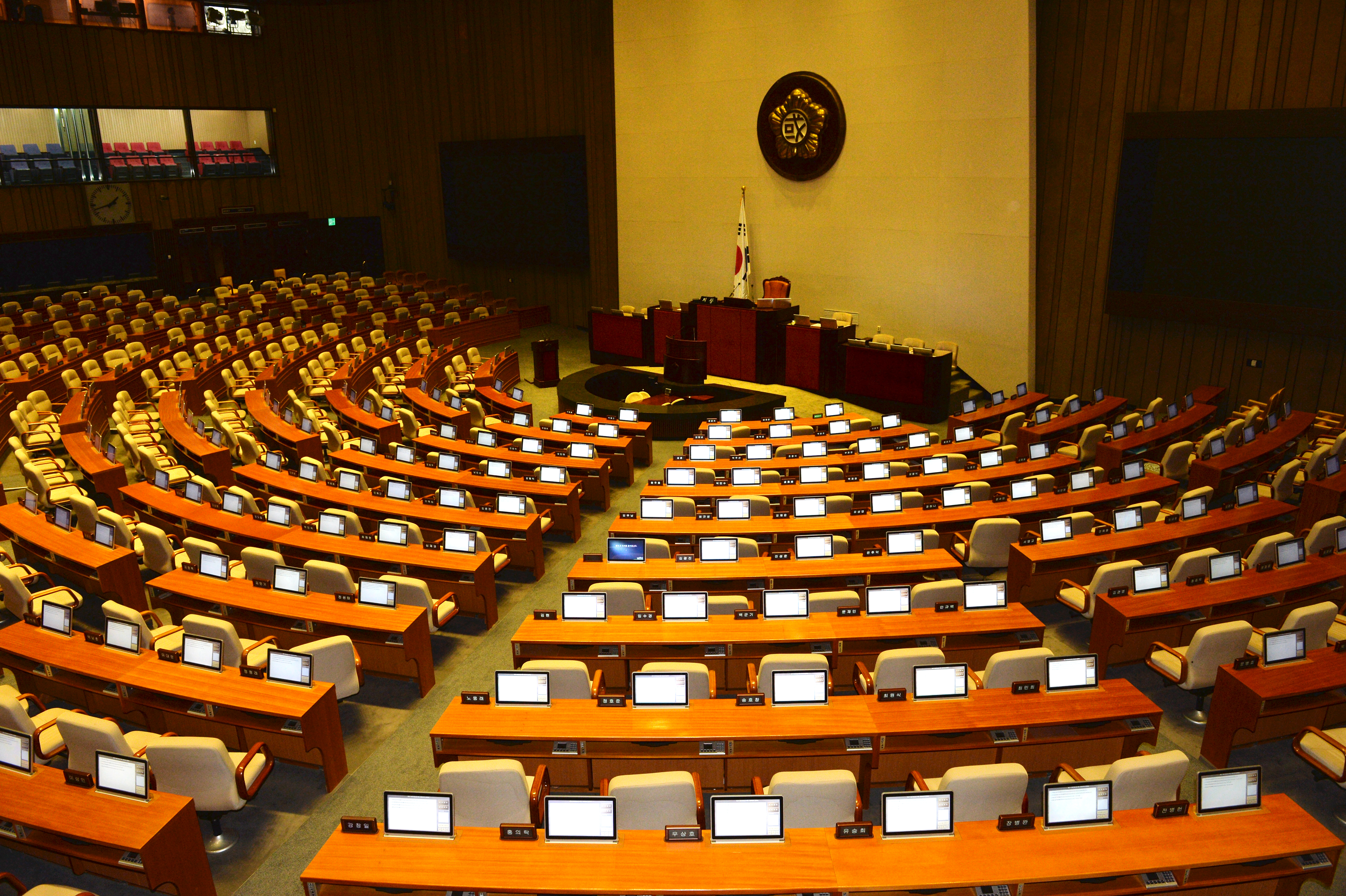
سالن اصلی مجلس ملی جمهوری کره سال ۲۰۱۴

## انواع اجلاس
مجلس ملی کره دو نوع اجلاس برگزار می‌کند:
- اجلاس منظم سالانه که از ماه سپتامبر تا دسامبر برگزار می‌شود.
- اجلاس‌های ویژه که غالباً به تقاضای رئیس جمهور یا براساس درخواست یک چهارم اعضای مجلس برگزار می‌شود.

## کمیسیون‌ها
مجلس نمایندگان کره جنوبی ۱۶ کمیسیون است که به بررسی لوایح و درخواست‌ها و انجام دیگر وظایف مشغولند:
- کمیسیون هیئت رئیسه پارلمان
- کمیسیون قانون و عدالت
- کمیسیون سیاست ملی
- کمیسیون استراتژی و امور مالی
- کمیسیون علوم، فناوری اطلاعات، برنامه‌ریزی آینده، رادیو تلویزیون و ارتباطات
- کمیسیون آموزش و پرورش، فرهنگ، ورزش و گردشگری
- کمیسیون امور خارجه و وحدت
- کمیسیون دفاع ملی
- کمیسیون امنیت و مدیریت عمومی
- کمیسیون کشاورزی و غذا و امور روستایی، اقیانوس‌ها و شیلات
- کمیسیون تجارت صنعت و انرژی
- کمیسیون رفاه و سلامت
- کمیسیون محیط زیست و نیروی کار
- کمیسیون زمین و زیرساخت‌ها و حمل و نقل
- کمیسیون ضد جاسوسی
- کمیسیون برابری جنسیتی و خانواده